# Sigiprando
Sigiprando (in latino Sigiprandus; ... – post 702) fu il figlio maggiore di Ansprando, duca di Asti e futuro re dei Longobardi, e di Teodorada.

## Biografia
È ricordato da Paolo Diacono nella sua Historia Langobardorum, che riferisce di un episodio risalente al 702. All'epoca suo padre Ansprando era duca di Asti e tutore, insieme al duca di Brescia Rotarit, del re minorenne Liutperto; Ansprando e la moglie Teodorada, oltre a Sigiprando, avevano già generato anche Aurona e Liutprando. Nel 701, Sigiprando, invece generò con la moglie Ragintruda un figlio: Ildebrando.
In quel 702 Ansprando venne sconfitto in battaglia da Ariperto II, pretendente al trono in contrapposizione a Liutperto, e costretto alla fuga. La vendetta di Ariperto si abbatté così su Teodorada e sui suoi figli Sigiprando e Aurona, che furono tutti mutilati: a Sigiprando furono cavati gli occhi, a Teoderada furono mozzate naso e orecchie così come a Aurona. Sigiprando era certamente maggiore di Liutprando, poiché questi fu risparmiato esclusivamente in virtù della sua giovanissima età. Non è noto il destino di Sigiprando dopo il 702, né se fosse ancora in vita quando, nel 712, suo padre prima e suo fratello poi salirono sul trono dei Longobardi. Per quanto sia possibile che non abbia visto il regno né del padre né del fratello, alla morte di Liutprando, a succedergli sarà proprio il figlio Ildebrando.